# Hydrellia
Hydrellia är ett släkte av tvåvingar. Hydrellia ingår i familjen vattenflugor.

## Bildgalleri

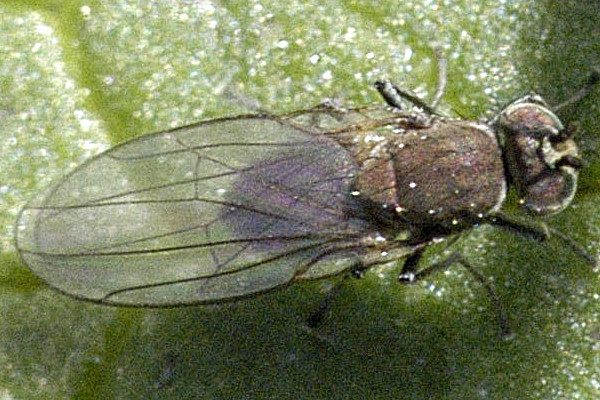
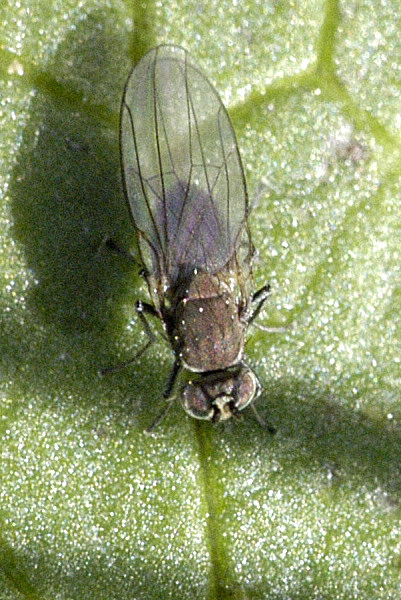
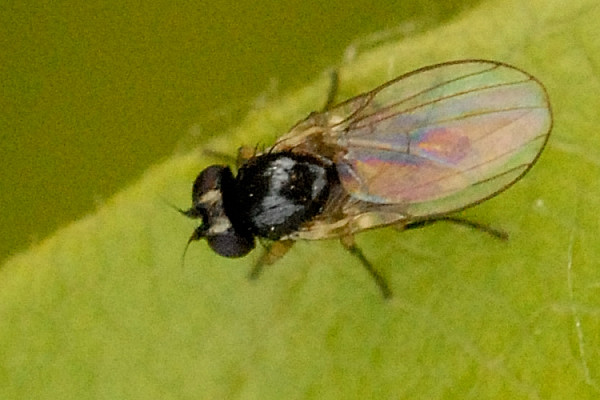

## Dottertaxa tillHydrellia, i alfabetisk ordning[1][2]
- Hydrellia acutipennis
- Hydrellia administrata
- Hydrellia advenae
- Hydrellia affinis
- Hydrellia agitator
- Hydrellia ainsworthi
- Hydrellia alabamae
- Hydrellia albiceps
- Hydrellia albifacies
- Hydrellia albifrons
- Hydrellia albilabris
- Hydrellia alboguttata
- Hydrellia americana
- Hydrellia amnicola
- Hydrellia amplecta
- Hydrellia anguliterga
- Hydrellia annulata
- Hydrellia apalachee
- Hydrellia approximata
- Hydrellia argyrogenia
- Hydrellia argyrogenis
- Hydrellia argyrostoma
- Hydrellia armata
- Hydrellia ascita
- Hydrellia asymmetrica
- Hydrellia atlas
- Hydrellia atroglauca
- Hydrellia aurifer
- Hydrellia balciunasi
- Hydrellia bergi
- Hydrellia bezzii
- Hydrellia bicarina
- Hydrellia bicolor
- Hydrellia bicolorithorax
- Hydrellia bilobifera
- Hydrellia biloxiae
- Hydrellia bionotata
- Hydrellia bogorae
- Hydrellia borealis
- Hydrellia brunifacies
- Hydrellia brunnipleura
- Hydrellia bryani
- Hydrellia bumbunae
- Hydrellia caesia
- Hydrellia caledonica
- Hydrellia caliginosa
- Hydrellia calverti
- Hydrellia canzonerii
- Hydrellia cardamines
- Hydrellia careelensis
- Hydrellia cavator
- Hydrellia cephalotes
- Hydrellia ceramensis
- Hydrellia cessator
- Hydrellia chinensis
- Hydrellia chrisina
- Hydrellia chrysella
- Hydrellia chrysostoma
- Hydrellia cinerascens
- Hydrellia cochleariae
- Hydrellia columbata
- Hydrellia concii
- Hydrellia concolor
- Hydrellia conformis
- Hydrellia congensis
- Hydrellia crassipes
- Hydrellia cruralis
- Hydrellia decens
- Hydrellia deceptor
- Hydrellia definita
- Hydrellia discursa
- Hydrellia dubia
- Hydrellia elegans
- Hydrellia enderbii
- Hydrellia fascitibia
- Hydrellia feijeni
- Hydrellia flaviceps
- Hydrellia flavicornis
- Hydrellia flavicoxalis
- Hydrellia flavipes
- Hydrellia floridana
- Hydrellia formosa
- Hydrellia frontalis
- Hydrellia frontosa
- Hydrellia fuliginosa
- Hydrellia fulviceps
- Hydrellia fulvipes
- Hydrellia fusca
- Hydrellia geniculata
- Hydrellia genitalis
- Hydrellia gentilis
- Hydrellia ghanii
- Hydrellia gladiator
- Hydrellia griseola
- Hydrellia harti
- Hydrellia hawaiiensis
- Hydrellia huttoni
- Hydrellia idolator
- Hydrellia indicae
- Hydrellia insulata
- Hydrellia inusitata
- Hydrellia ipsata
- Hydrellia ischiaca
- Hydrellia italica
- Hydrellia itascae
- Hydrellia johnsoni
- Hydrellia karenae
- Hydrellia lappoinca
- Hydrellia lapponica
- Hydrellia lata
- Hydrellia laticapsula
- Hydrellia laticeps
- Hydrellia latipalpis
- Hydrellia leannae
- Hydrellia limnobii
- Hydrellia limosina
- Hydrellia lineata
- Hydrellia litoralis
- Hydrellia lucida
- Hydrellia luctuosa
- Hydrellia lunata
- Hydrellia luteipes
- Hydrellia maculiventris
- Hydrellia magna
- Hydrellia manitobae
- Hydrellia mareeba
- Hydrellia maura
- Hydrellia mayoli
- Hydrellia meigeni
- Hydrellia melanderi
- Hydrellia meneghinii
- Hydrellia michelae
- Hydrellia minutissima
- Hydrellia morrisoni
- Hydrellia mutata
- Hydrellia naivashae
- Hydrellia najadis
- Hydrellia nemoralis
- Hydrellia nigra
- Hydrellia nigricans
- Hydrellia nigriceps
- Hydrellia nigripes
- Hydrellia nigroquadrimaculata
- Hydrellia nitida
- Hydrellia nobilis
- Hydrellia nostimoides
- Hydrellia notata
- Hydrellia notiphiloides
- Hydrellia novaezealandiae
- Hydrellia nympheae
- Hydrellia obscura
- Hydrellia ocalae
- Hydrellia ochtheroides
- Hydrellia opaca
- Hydrellia orientalis
- Hydrellia osorno
- Hydrellia otteliae
- Hydrellia padi
- Hydrellia pakistanae
- Hydrellia pallipes
- Hydrellia parafrontosa
- Hydrellia penicili
- Hydrellia penicilli
- Hydrellia perfida
- Hydrellia perplexa
- Hydrellia personata
- Hydrellia philippina
- Hydrellia pilitarsis
- Hydrellia platygastra
- Hydrellia poecilogastra
- Hydrellia pontederiae
- Hydrellia porphyrops
- Hydrellia portis
- Hydrellia proclinata
- Hydrellia procteri
- Hydrellia proctori
- Hydrellia propinqua
- Hydrellia prosternalis
- Hydrellia prudens
- Hydrellia pseudopulchella
- Hydrellia pubescens
- Hydrellia pulchella
- Hydrellia pulla
- Hydrellia punctum
- Hydrellia raffonei
- Hydrellia ranunculi
- Hydrellia rharbia
- Hydrellia rixator
- Hydrellia sagittata
- Hydrellia saharae
- Hydrellia saltator
- Hydrellia sarahae
- Hydrellia sasakii
- Hydrellia scarpai
- Hydrellia serena
- Hydrellia serica
- Hydrellia soikai
- Hydrellia spicornis
- Hydrellia spinicornis
- Hydrellia stratiotae
- Hydrellia stratiotella
- Hydrellia subalbiceps
- Hydrellia subnitens
- Hydrellia surata
- Hydrellia suspecta
- Hydrellia svecica
- Hydrellia tarsata
- Hydrellia tenebricosa
- Hydrellia thoracica
- Hydrellia tibialis
- Hydrellia tibiospica
- Hydrellia toma
- Hydrellia tozzii
- Hydrellia trichaeta
- Hydrellia trifasciata
- Hydrellia tritici
- Hydrellia unigena
- Hydrellia valerosiae
- Hydrellia valida
- Hydrellia varipes
- Hydrellia warsakensis
- Hydrellia velutinifrons
- Hydrellia victoria
- Hydrellia vidua
- Hydrellia wilburi
- Hydrellia williamsi
- Hydrellia viridescens
- Hydrellia viridula
- Hydrellia wirthi
- Hydrellia wirthiana
- Hydrellia vulgaris
- Hydrellia xanthocera